# Ферма 1 Абай
Ферма 1 Аба́й (каз. Ферма 1 Абай) — село у складі Урджарського району Абайської області Казахстану. Входить до складу Каракольського сільського округу.
Населення — 56 осіб (2021; 201 у 2009, 308 у 1999, 495 у 1989).
Національний склад станом на 1989 рік:
- казахи — 100 %

Станом на 1989 рік село називалось Акіїн.